# Марш на Рим
«Марш на Рим» (также «Похо́д на Рим»; итал. Marcia su Roma) — марш боевиков Национальной фашистской партии 27—30 октября 1922 года во главе с Бенито Муссолини, предпринятый с целью давления на руководство Италии и захвата власти в стране. В ситуации бездействия итальянской армии, силы Муссолини вышли к окрестностям Рима, после чего он, вопреки Альбертинскому статуту, был назначен премьер-министром Италии и сформировал первое фашистское правительство.

## Предпосылки

Эмблема Национальной фашистской партии

Ещё в марте 1919 года Бенито Муссолини основал Итальянский союз борьбы как реакцию на красное двухлетие. Во время выборов в итальянскую палату депутатов 1919 года малочисленная фашистская партия потерпела поражение, но уже в 1921 году были избраны 38 фашистских депутатов, включая Бенито Муссолини и Дино Гранди.
Тем временем в фашистских рядах шло активное создание боевых отрядов чернорубашечников. В августе 1920 года они участвовали в разгоне забастовки на фабрике Альфа-Ромео в Милане, а начиная с ноября (после убийства одного высокопоставленного чиновника правых взглядов в Болонье) чернорубашечники получают негласную поддержку правительства в борьбе против социалистического движения, особенно на севере Италии, в долине реки По.
Большинство из избранных в 1921 году депутатов-фашистов прошло в парламент в составе Национал-либеральной партии Джованни Джолитти, которые, правда, вскоре от неё отделились. Весь 1921 год Муссолини пытался создать коалицию с какой-либо политической силой, одно время он пытался сблизиться с социалистами, но это вызвало возмущение наиболее радикальной части фашистов — сквадристов, во главе с их лидерами — «Ras». После неудачной попытки Джолитти разогнать и запретить сквадристов, Муссолини под лозунгами консерватизма и национализма преобразовывает Итальянский союз борьбы в Национальную фашистскую партию. Это привело к довольно крупным, но не согласованным, антифашистским выступлениям в разных частях страны. Противостояние с недавно избранным премьер-министром Италии Луиджи Факта и нарастающее напряжение в стране вынудили фашистских лидеров решиться на гораздо более серьёзный шаг.

## Марш

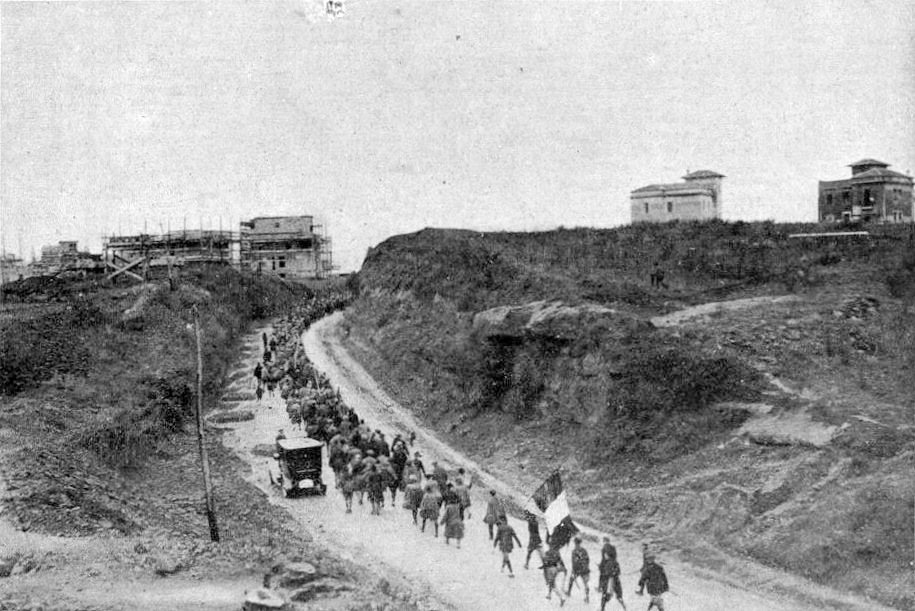
Колонны фашистов маршируют в сторону Рима

Марш был организован в основном квадрумвирами: Эмилио Де Боно, Итало Бальбо, Чезаре Мария Де Векки, Джованни Маринелли
и Микеле Бьянки — лидерами фашистской партии и чернорубашечников. Сам Муссолини предпочёл оставаться в стороне, хотя неоднократно фотографировался среди марширующих фашистов.
После нескольких митингов на севере Италии стало понятно, что немалая часть населения поддерживает фашистов, заявления Муссолини становились всё более открытыми, так, например, на 60-тысячном митинге в Неаполе 24 октября 1922 года Муссолини открыто заявил: «Программа нашей партии простая: мы хотим править Италией» и «Настало время фашистам заняться управлением Италией. Оно или будет передано нам добровольно, или мы пойдём маршем на Рим и сами захватим его в свои руки». Тем временем отряды под предводительством квадрумвиров постепенно занимали города и ключевые позиции в долине По. В некоторых городах отряды сквадристов встречали сопротивление армии, но в основном захват происходил бескровно.
- 26 октября. Антонио Саландра предупреждает Луиджи Факта о готовящемся перевороте, Факта не предпринимает никаких действий. После установления контроля над Флоренцией, Перуджей и Мантуей квадрумвиры устраивают штаб в Перудже, чтобы быть в центре событий.
- 27 октября. Муссолини приезжает в Милан, в Перудже опубликовано воззвание Национальной фашистской партии к итальянскому народу о начале «Похода на Рим». Колонны сквадристов (численностью от 10 до 30 тысяч человек) под руководством квадрумвиров начинают двигаться в сторону Рима. Сквадристы начинают вооружаться, часть винтовок захватываются со складов, часть добровольно передаётся фашистам местными армейскими частями. В Риме Луиджи Факта заявляет, что страна стоит на пороге мятежа. После встречи с Виктором-Эммануилом Факта готовит приказ о переходе на чрезвычайное положение и вводе дополнительных войск в Рим.
- 28 октября. Ночью король Виктор-Эммануил ведёт переговоры с депутатами-фашистами, генералами и бывшим премьер-министром Антонио Саландрой. Несмотря на заверения генерала Диаца о том, что армия верна королю, Виктор-Эммануил отклоняет приказ о чрезвычайном положении, премьер-министр Луиджи Факта подаёт в отставку. Король предлагает Саландаре сформировать правительство, обещая портфели министров фашистским лидерам. Муссолини по телефону отказывается: «фашисты не для того тратили столько сил для организации марша на Рим», и требует пост премьер-министра. Отряды сквадристов стоят приблизительно в 50 км от Рима.
- 29 октября. Получив различные донесения о силах фашистов под Римом, король Виктор-Эммануил утверждает Муссолини на пост премьер-министра. Муссолини выезжает из Милана в Рим на поезде.
- 30 октября. Ночью Бенито Муссолини приезжает в Рим. Приблизительно в это время в Рим входят отряды фашистов. После аудиенции с королём Муссолини формирует правительство: сам он занимает посты премьер-министра, министра внутренних дел и министра иностранных дел, генерал Диац назначается военным министром, адмирал Ревель — министром флота, генерал Де Боно — шефом полиции.

## Итоги
Получение столь широких полномочий позволило Муссолини серьёзно укрепить свои позиции. Например: в 1921 году в парламент попало всего 38 фашистских кандидатов, подавляющее большинство из которых — в составе других, не фашистских партий, однако после занятия поста премьер-министра, при помощи закона Ачербо и использования силы во время выборов 1924 года, его партия получает две трети мест в парламенте. В итоге подавление всякой оппозиции сквадристами, вплоть до обыкновенных убийств, как например убийство антифашиста Джакомо Маттеотти, и полная лояльность парламента позволяют Муссолини получить диктаторские полномочия. Власть в Италии полностью переходит под контроль фашистов и Муссолини до государственного переворота против него в июле 1943 года.
Истории прихода фашистов к власти была посвящена Выставка фашистской революции.